# Легоррета, Рикардо
Рикардо Легоретта (исп. Ricardo Legorreta, 7 мая 1931 — 30 декабря 2011) — мексиканский архитектор, много проектировавший в Мексике, Соединенных Штатах Америки и ряде других странах.
Был награжден престижной Золотой медалью Международного союза архитекторов (МСА) в 1999 г. и Praemium Imperiale в 2011 г. Кавалер Золотой медали Американского института архитектуры (2000).

## Жизнь и творчество
Рикардо Легоррета родился 7 мая 1931 года в Мехико. Он изучал архитектуру в Национальном автономном университете Мексики, который окончил в 1953 году. Проработав десять лет с Хосе Вильяграном Гарсиа, он открыл собственное архитектурное бюро в 1963 году.
Легоррета был учеником Луиса Баррагана и перенес его идеи в более широкую сферу. Легоррета применял элементы архитектуры Баррагана в своей работе, включая использование ярких цветов, игру света и тени и жесткие геометрические формы. Одним из важных вкладов Легорреты было использование этих приемов в других типах сооружений, таких как отели, фабрики, а также в коммерческих и образовательных зданиях. Его самые известные работы — отель Camino Real в Мехико, фабрика IBM в Гвадалахаре и собор Манагуа.
В 2000 году Легоретта получил премию Американской академии достижений, а в 2002 году — Орден Изабеллы Католической, пожалованный правительством Испании.

## Основные работы

### Мехико
1964, Laboratorios Smith Kline & French, совместно с Mathias Goeritz, сегодня Comisión de Derechos Humanos del Distrito Federal, Av. Universidad 1449
1967, Colegio Cedros and Universidad Panamericana Preparatoria, Tecoyotitla 364 y 366, Chimalistac, San Ángel
1967, Casa Lomas Altas
1968, Camino Real hotel, Colonia Anzures
1968, Offices of Celanese Mexicana, сегодня SEMARNAT, Av. Revolución 1425, Tlacopac, San Ángel
1972, Реставрация Дворца Итурбиде, исторический центр
1976, Seguros América offices, today Tribunal Federal de Justicia, Av. Revolución 1508, San Ángel
1985, фабрика КОДАК в Сочимилько
1993, Реставрация Antiguo Colegio de San Ildefonso, Национальный автономный университет Мексики. Justo Sierra street #16, исторический центр
1993, Papalote Museo del Niño, Bosque de Chapultepec 2nd Section
1994, Реставрация Club de Banqueros, Av. 16 de Septiembre 27, исторический центр
1994, Реконструкция зоопарка в Чапультепеке
1994, Centro Nacional de las Artes (генеральный план), Edificio de Administración e Investigación, Edificio Central and Escuela Nacional de Artes Plásticas La Esmeralda
1998, Televisa Santa Fe
2001, Tecnológico de Monterrey, Campus Santa Fe
2005, Plaza Juárez включая Museum of Memory and Tolerance и Министерство иностранных дел Мексики (Plaza Juárez tower)
2010, Torre BBVA Bancomer, в сотрудничестве с Rogers Stirk Harbour + Partners (Лондон). Проспект Реформы.
2010, División de Estudios de Posgrado y Especializaciones en Economía, Национальный автономный университет Мексики. Centro Cultural Universitario

### Другие города Мексики
1967, фабрика Chrysler, Толука-де-Лердо
1967 Завод Nissan Cuernavaca
1970, IBM Guadalajara Technology Campus, Гвадалахара
1975, Hotel Camino Real, Канкун, теперь Hyatt Ziva Cancun
1981, Hotel Camino Real, сегодня Westin Brisas, Ixtapa
1985, Renault factory en Gómez Palacio, Дуранго
1989, Генеральный план Huatulco, Huatulco
1990, Hotel Las Brisas, Huatulco
1991, Музей современного искусства (Монтеррей)
2001, EGADE Escuela de Graduados en Administración y Dirección de Empresas, Монтеррейский технологический институт
2007, EGAP Escuela de Graduados en Administración Pública y Política Pública, Монтеррейский технологический институт
2007, Hotel La Purificadora, 2006, Пуэбла-де-Сарагоса
2007, Hotel Casa Reyna, Privada 2 Oriente 1007, Пуэбла-де-Сарагоса
2007, Hotel Camino Real Monterrey
2008, Museo Interactivo Laberinto de las Ciencias y las Artes, Сан-Луис-Потоси
2008, The Tides, Playa del Carmen Ривьера Майя
2011, Centro Médico Zambrano Hellion, Монтеррейский технологический институт

### США
1983—1985, Casa Montalbán, Лос-Анджелес
1985, Solana Complex, Southlake, Dallas
1988, Tustin Market Place, Tustin, California
1990, Children’s Discovery Museum of San Jose
1994, Реставрация Pershing Square, Лос-Анджелес
1995, San Antonio Public Library
1995, South Chula Vista branch library, Чула-Виста, Сан-Диего, Калифорния
1998, The Tech Museum of Innovation, San Jose
1998, The UCLA Tom Bradley International Hall Gallery и Conference Center, Лос-Анджелес
1999, Santa Fe University of Art and Design Visual Arts Center, 1999, Санта Фе
2001, Max Palevsky Residential Commons (Чикаго)
2003, Latino Cultural Center Dallas, Даллас
2003, Keller Estate Winery, Петалума, Калифорния
2005, Bakar Fitness & Recreation Center at UCSF Mission Bay, Калифорнийский университет в Сан-Франциско, Сан-Франциско
2015, Cross Border Xpress терминал и мост в Otay Mesa, Сан-Диего, соединенный с международным аеропортом Тихуана

### Центральная Америка
1993, Metropolitan Cathedral of the Immaculate Conception, (Манагуа, Никарагуа)
2004, Multiplaza Panamericana (Сан-Сальвадор, Сальвадор)
2005, Centro Comercial Multiplaza Panamericana, Antiguo Cuscatlan, Сальвадор
2005, New campus of the Escuela Superior de Economía y Negocios, ESEN, Санта-Текла, Сальвадор
2007—2009, Casa Margarita, Гватемала
2012—2014, Terra Esperanza, Гватемала

### Другие страны
2000, Павильон Мексики на Expo 2000 Hannover
2003, Fashion and Textile Museum, (Bermondsey, Лондон, Великобритания)
2004, Дома в Las Águilas, Мадрид, Испания
2005, Hotel Sheraton Bilbao, Бильбао, Испания
2007, Texas A&M University at Qatar, (Education City, Доха, Катар)
2008, Carnegie Mellon University (Qatar), (Education City, Доха, Катар)
2008, Кампус, Американский университет в Каире
2009, Casa Del Agua Hotel (Jeju-do, Южная Корея)
2010, Davidka Square (Иерусалим, Израиль)